# Canton de Divion
Le canton de Divion est une ancienne division administrative française située dans le département du Pas-de-Calais et la région Nord-Pas-de-Calais.

## Géographie

Le canton de Divion dans l'arrondissement de Béthune

Ce canton était organisé autour de Divion dans l'arrondissement de Béthune. Son altitude variait de 37 à 138 m, à Divion, pour une moyenne de 54 m.

## Histoire
Le canton a été créé en 1992 à partir de l'ancien canton de Houdain. Supprimé en 2014.

## Administration
| Période | Période | Identité       | Étiquette | Qualité                                                                 |
| ------- | ------- | -------------- | --------- | ----------------------------------------------------------------------- |
| 1992    | 2015    | André Delcourt | PCF       | Retraité de l'Education Nationale Maire de Calonne-Ricouart (1983-2014) |

## Composition
Le canton de Divion comprenait trois communes.
| Communes         | Population (2012) | Code postal | Code Insee |
| ---------------- | ----------------- | ----------- | ---------- |
| Calonne-Ricouart | 5 989             | 62470       | 62194      |
| Divion           | 7 150             | 62460       | 62270      |
| Marles-les-Mines | 6 088             | 62540       | 62555      |

## Démographie
| 1962   | 1968   | 1975   | 1982   | 1990   | 1999   | 2009 |
| ------ | ------ | ------ | ------ | ------ | ------ | ---- |
| 27 602 | 30 303 | 25 060 | 22 997 | 21 017 | 19 227 | -    |